# 10654 Bontekoe
10654 Bontekoe (6673 P-L) là một tiểu hành tinh nằm phía ngoài của vành đai chính.